# First Match
First Match är en amerikansk dramafilm, som släpptes för officiell streaming på Netflix, den 30 mars 2018. Filmen är skriven och regisserad av Olivia Newman, och bygger på en tidigare gjord kortfilm av henne med samma namn, som släpptes år 2010. Huvudrollerna i filmen spelas av Elvire Emanuelle, Yahya Abdul-Mateen II, Colman Domingo, Jharrel Jerome och Jared Kemp.

## Handling
Filmens handling kretsar kring den envisa high school-tjejen Monique, som efter att ha vuxit upp i en rad olika fosterfamiljer under årens lopp, försöker komma närmre sin brottsdömde far Darrel, genom att gå med i killarnas brottarlag.

## Rollista
| Elvire Emanuelle      | – Monique       |
| Yahya Abdul-Mateen II | – Darrel        |
| Colman Domingo        | – Coach Castile |
| Jharrel Jerome        | – Omari         |
| Jared Kemp            | – Malik         |
| Allen Maldonado       | – Juan          |